# 川村陽介
川村 陽介（かわむら ようすけ、1983年〈昭和58年〉6月5日 - ）は、日本の俳優。埼玉県ふじみ野市出身。PFH Entertainment所属。かつてはホリプロに所属していた。
趣味は料理、釣り。特技はサッカー、スノーボード。

## 略歴
西武台高等学校卒業。2000年（平成12年）2月に21世紀ムービースターオーディション審査員特別賞受賞。同年、映画『死者の学園祭』でデビュー。2019年以降、表立った出演がなくなり、同時期に長年所属していたホリプロを退所、各種SNSもアカウントが削除された。そのため引退説が流れたが引退はしていない。
芸能事務所「PFH Entertainment」に2021年より所属。各種SNSアカウントが再作成された。

## 出演
太字は主演作品

### テレビドラマ
- Stand Up!! 第7話・第9話（2003年8月15日・29日、TBS） - 菊池克己 役
- 独身3!! 第2話（2003年10月17日、テレビ朝日）
- ライオン先生（2003年10月13日 - 12月15日、読売テレビ・日本テレビ系） - 根岸淳平 役
- 女と愛とミステリー 横溝正史サスペンス 金田一耕助ファイル2〜獄門島（2003年10月26日、テレビ東京） - 鵜飼章吉 役
- 夫婦。 第1話（2004年10月10日、TBS）
- テレビ朝日開局45周年記念ドラマ 弟 最終夜（2004年11月21日、テレビ朝日） - 石原延啓 役
- ごくせん 第2シリーズ（2005年1月15日 - 3月19日、日本テレビ） - 秋山陽介 役
- あいくるしい 第1話・第2話、第4話、第7話、最終話（2005年4月10日・17日、5月1日、5月22日、6月26日、TBS） - 石井次郎 役
- 金曜エンタテイメント（フジテレビ）
  - 星に願いを〜七畳間で生まれた410万の星〜（2005年8月26日）
  - ハマの静香は事件がお好き episode4（2006年7月7日） - 村上太一 役
- ギャルサー（2006年4月15日 - 6月24日、日本テレビ） - 熊野某 役
- タイヨウのうた（2006年7月14日 - 9月15日、TBS） - 立浪隆介 役
- おじいさん先生（2007年7月8日 - 9月30日、日本テレビ） - 岩田 役
- 陽炎の辻〜居眠り磐音 江戸双紙〜（NHK総合） - 品川柳次郎 役
  - 陽炎の辻〜居眠り磐音 江戸双紙〜 第2話 - 最終話（2007年7月26日 - 10月11日）
  - 陽炎の辻2〜居眠り磐音 江戸双紙〜（2008年9月6日 - 11月22日）
  - 正月時代劇 陽炎の辻〜居眠り磐音 江戸双紙〜 スペシャル「夢の通い路」（2009年1月3日）
  - 陽炎の辻3〜居眠り磐音 江戸双紙〜（2009年4月18日 - 8月8日）
    - プチかげ「陽炎の辻3〜居眠り磐音 江戸双紙〜」（2009年4月10日 - 7月31日、NHKワンセグ2 / 4月16日 - 8月6日、NHK Eテレ） - 主演

  - 正月時代劇 陽炎の辻〜居眠り磐音 江戸双紙〜 スペシャル「海の母」（2010年1月1日）
  - 正月時代劇 陽炎の辻 完結編〜居眠磐音　江戸双紙〜（2017年1月2日）
- 新宿スワン（2007年8月19日 - 9月30日、テレビ朝日） - 白鳥龍彦 役
- 聖徳太子の超改革（2007年11月25日、テレビ朝日） - 蘇我蝦夷 役
- ROOKIES（2008年4月19日 - 7月26日、TBS） - 桧山清起 役
  - ROOKIES スペシャル（2008年10月4日）
- MR.BRAIN 第2話・第3話、第5話、第7話・最終話（2009年5月30日・6月6日、6月20日、7月4日・11日、TBS） - 刑事 役
- 恋のから騒ぎ〜Love StoriesVI〜「ライバルの女」（2009年9月25日、日本テレビ） - 小田真一 役
- JIN-仁- 第9話（2009年12月6日、TBS） - 千吉 役
- Mother（2010年4月14日 - 6月23日、日本テレビ） - 木俣耕平 役
- TOKYO コントロール（2011年1月19日 - 5月25日、フジテレビNEXT） - 山田誠 役
- 名探偵コナン 工藤新一への挑戦状 第10話（2011年9月8日、読売テレビ・日本テレビ系） - 久保健介 役
- TBS開局60周年記念企画 南極大陸（2011年10月16日 - 12月18日、TBS） - 嵐山肇 役
- 悪夢ちゃん（2012年10月13日 - 12月22日、日本テレビ） - 稲本克行 役
  - 悪魔ちゃん スペシャル（2014年5月2日）
- でたらめヒーロー 第8話（2013年5月23日、読売テレビ・日本テレビ系） - 青木昇 役
- ドラマスペシャル いねむり先生（2013年9月15日、テレビ朝日） - マサオ 役
- クロコーチ（2013年10月11日 - 12月13日、TBS） - 磯村哲也 役
- 明日、ママがいない 第5話・第8話（2014年2月12日・3月5日、日本テレビ） - 岩本 役
- さんすう刑事ゼロ 第19話（2014年2月17日、NHK Eテレ） - 立山太司 役
- アラサーちゃん 無修正（2014年7月26日 - 10月11日、テレビ東京） - オラオラ君 役
- 月曜ゴールデン→月曜名作劇場（TBS）
  - 信濃のコロンボ事件ファイルシリーズ
    - 内田康夫サスペンス「信濃のコロンボ2 戸隠伝説殺人事件」（2014年11月24日） - 木下真司 役
    - 内田康夫サスペンス 信濃のコロンボ3〜北国街道殺人事件〜（2016年11月14日） - 木下隼人 役
    - 内田康夫サスペンス「信濃のコロンボ4」（2017年4月24日） - 木下隼人 役
    - 「信濃のコロンボ5〜 『信濃の国』殺人事件〜」（2017年11月20日） - 木下隼人 役

  - 「警視庁岡部班〜倉敷殺人事件〜」（2017年11月27日） - 木下隼人 役
    - 内田康夫サスペンス「警視庁岡部班2」〜多摩湖畔殺人事件〜（2018年11月12日） - 木下隼人 役

  - はぐれ署長の殺人急行4（2018年7月9日） - 小野寺純平 役
- 私たちがプロポーズされないのには、101の理由があってだな 第15話（2015年2月17日、LaLa TV） - 直人 役
  - 私たちがプロポーズされないのには、101の理由があってだな シーズン2 第12話（2015年11月18日） - 矢内 役
- わたしを離さないで 第4話 - 第6話（2016年2月5日 - 19日、TBS） - 信 役
- 女たちの特捜最前線 第3話（2016年8月4日、テレビ朝日） - 小川遼 役
- 下剋上受験（2017年1月13日 - 3月17日、TBS） - 杉山 役
- 水曜ミステリー9 トカゲの女 警視庁特殊犯罪バイク班3（2017年2月8日、テレビ東京） - 多喜純一 役
- 山本周五郎時代劇 武士の魂 第11話「金作行状記」（2017年9月5日、BSジャパン） - 大信田金作 役
- 義母と娘のブルース（2018年7月10日 - 9月18日、TBS） - 友井智善 役
- 4K大型時代劇スペシャル 紀州藩主・徳川吉宗（2019年2月8日、BS朝日） - 平田松之丞 役
- PICU 小児集中治療室 第8話（2022年11月28日、フジテレビ） - 光の父親 役

### 映画
- 死者の学園祭（2000年8月5日、東映） - 演劇部 役
- 死びとの恋わずらい（2001年3月24日、アートポート・アースライズ） - 博 役
- 青の炎（2003年3月15日、東宝） - 石岡卓也 役
- Seventh anniversary（2003年11月22日、スープレックス・リベロ） - カワノ 役
- 精霊流し（2003年12月13日、日活・東北新社） - 雅彦のバンド仲間 役
- ムーンライト・ジェリーフィッシュ（2004年8月7日、ポニーキャニオン）
- サイドカーに犬（2007年6月23日、ビターズ・エンド） - 近藤透（現在） 役
- 青空のルーレット（2007年11月3日、パンドラ） - 中村一馬 役
- ROOKIES -卒業-（2009年5月30日、東宝） - 桧山清起 役
- 風が強く吹いている（2009年10月31日、松竹） - 平田彰宏（ニコチャン） 役
- ランディーズ（2009年11月14日、ユナイテッドエンタテインメント） - 桜井蘭 役
- LIAR GAME -再生-（2012年3月3日、東宝） - 酒井マコト 役
- 悪夢ちゃん The 夢ovie（2014年5月3日、東宝） - 稲本克行 役
- ガキ☆ロック（2014年6月28日、全力エージェンシー） - ジミー 役
- 探険隊の栄光（2015年10月16日、東宝映像事業部） - 小宮山秀一 役

### 舞台
- 社団法人 日本音楽事業者協会 創立40周年記念ミュージカル「スター誕生」（2004年3月17日 - 4月18日、青山劇場） - 岩清水宏 役
- 劇団K助 第12回公演「タマリ」（2009年12月22日 - 27日、シアターグリーンBIG TREE THEATER） - 主演
- 12人の優しい殺し屋（2010年8月7日 - 15日、赤坂RED/THEATER） - 角坂翔 役
- 朗読劇 私の頭の中の消しゴム（2010年9月13日・15日・18日、天王洲 銀河劇場） - 主演・浩介 役
- グワィニャオン10周年 特別番外公演「池田屋・裏2012」（2012年3月23日 - 27日、天王洲 銀河劇場） - 主演・近藤勇 役
- 劇団K助プロデュース「それいけ ユウコマン!」（2012年7月18日、中野 ザ・ポケット） - ユーコマンの弟 役
- 十三人の刺客（2012年8月4日 - 18日、赤坂ACTシアター / 8月21日 - 29日、新歌舞伎座） - 島田新六郎 役
- 劇団PU-PU-JUICE 第20・21回本公演「竜馬が生きる/竜馬を殺す」（2014年11月7日 - 16日、新宿シアターサンモール） - 「竜馬が生きる」主演・坂本竜馬 役
- すわいつ企画 第1案 プロデュースしてみてはどうだろう公演「Hello Ghost」（2015年2月4日 - 8日、中野 ザ・ポケット） - 主演・吉井貴之 役
- 音楽劇「夜曲」（2017年12月14日 - 18日、東京芸術劇場 プレイハウス） - 主演・ツトム 役[3]
- 朗読劇「予告犯」（2018年9月13日・14日・20日、あうるすぽっと） - カンサイ 役
- 僕らのまほろば動物園（2023年2月1日 - 5日、萬劇場） - 主演・月村陽一 役[4]
- 梅雨のむらさき（2023年8月16日 - 20日、ブディストホール） - 根本和樹 役[5]
- MIANEYO（2024年3月20日 - 24日、俳優座劇場） - 地曳正臣 役[6][7]
- バイバイドロシー（2024年12月25日 - 29日、築地ブディストホール） - 奥条ライ蔵 役[8]
- 愛憐記（2025年3月6日 - 10日、中目黒キンケロシアター） - 番頭、多八郎 役
- 殺し屋にくびったけ（2025年3月26日 - 30日、六行会ホール） - 吉良 役[9]
- MIANEYO〜FINAL〜（2025年7月9日 - 13日、あうるすぽっと） - 金書俊 役[10]

### 配信ドラマ
- 横浜エイティーズ（2004年10月7日 - 2005年3月31日、au EZチャンネル） -  坂本槇雄 役
- 愛してナイト（2004年11月1日 - 2005年1月23日、Yahoo! JAPAN PR企画 CINEMA SELECTION）
- 三色丼、めしあがれ「2015年 宮島家編」・「宮島家 特別編」（2015年3月4日 - 25日、NOTTV） - 宮島浩輔 役
- ガキ☆ロック〜浅草六区人情物語〜（2017年4月14日 - 6月23日、Amazonプライム・ビデオ） - ジミー 役
- 七夕の国 第1話（2024年7月4日、Disney+ スター） - 元信 役

### オリジナルビデオ
- 極道の紋章 レジェンド シリーズ（オールイン エンタテインメント） - 金村組組長・金村儀一 役
  - 極道の紋章 レジェンド 第十九章（2024年2月25日）
  - 極道の紋章 レジェンド 第二十章（2024年4月25日）
  - 極道の紋章 レジェンド 第二十五章（2025年2月25日）
  - 極道の紋章 レジェンド 第二十六章（2025年4月25日）
  - 極道の紋章 レジェンド 第二十七章（2025年6月25日）

### テレビアニメ
- 最強武将伝 三国演義 第45話 - 最終話（2011年2月6日 - 3月27日、テレビ東京） - 司馬昭 役

### 吹き替え
- ハイパーボッツ（2004年、キッズステーション） - スプリント 役

### バラエティ
- 地球感動配達人 走れ!ポストマン（2008年10月 - 2009年9月、TBS）
- ニッポン インポッシブル（2011年、フジテレビ）
- 池上彰のJAPANプロジェクト〜日本の底力スペシャル〜 ドキュメンタリードラマ 日本製紙石巻工場の奇跡「紙つなげ!」（2014年11月9日、テレビ東京）
- 浜ちゃんが!（2017年11月8日深夜・2018年2月8日、読売テレビ）

### PV
- 青山テルマ「忘れないよ」（2009年8月5日）
- NMB48「ヴァージニティー」（2012年8月8日）
- RAM WIRE「何度も」（2013年2月13日）

### CM
- リクルート
- Right-on（2008年 / 2009年） ※ドラマ版『ROOKIES』 / 映画版『ROOKIES -卒業-』とのコラボCM
- ロッテアイス「Coolish」（2009年） ※[11]
- 伊藤園「W BLACK」 / 「MINERAL SPARKIES」（2009年） ※[11]
- ロッテ「ガーナチョコレート」母の日ガーナ篇（2009年5月3日 - 10日、期間限定） ※[11]
- 藤商事　時代劇パチンコシリーズ『勧善懲悪』「CR 桃太郎侍-天に代わって鬼退治致す!」（2009年）

## 書籍

### 写真集
- what's up!（2010年3月、学研ホールディングス）ISBN 978-4-054045-05-7